# 大垣郵便局
大垣郵便局（おおがきゆうびんきょく）は、岐阜県大垣市にある郵便局。民営化前の分類では集配普通郵便局であった。

## 概要
住所：〒503-8799 岐阜県大垣市郭町4-1

### 併設施設
- ゆうちょ銀行大垣店（名古屋支店大垣出張所）：取扱店番号240020

### 作業所
- 大垣ゆうパック作業所 (24374) [1] - 住所：〒503-0854 岐阜県大垣市築捨町5-99
  - 一般客向け窓口、ATMを持たない。

## 沿革
- 1872年（明治4年）旧12月 - 大垣郵便取扱所として開設[2]。
- 1873年（明治6年）4月1日 - 大垣郵便役所となる[2]。
- 1875年（明治8年）1月1日 - 大垣郵便局（三等）となる。翌日より為替取扱を開始[2]。
- 1878年（明治11年）5月25日 - 貯金取扱を開始[2]。
- 1891年（明治24年）9月16日 - 大垣郵便電信局となる[2]。
- 1903年（明治36年）4月1日 - 通信官署官制の施行に伴い大垣郵便局となる[2]。
- 1956年（昭和31年）9月21日 - 電話通話および和文電報受付事務の取扱を開始[3]。
- 1964年（昭和39年）11月 - 局舎落成。
- 1991年（平成3年）10月1日 - 外国通貨の両替および旅行小切手の売買に関する業務取扱を開始。
- 2006年（平成18年）10月1日 - 赤坂郵便局および神戸郵便局からそれぞれ「503-22xx」「503-23xx」区域の集配業務を移管[4]。
- 2007年（平成19年）10月1日 - 民営化に伴い、併設された郵便事業大垣支店、ゆうちょ銀行大垣店に一部業務を移管。
- 2012年（平成24年）10月1日 - 日本郵便株式会社発足に伴い、郵便事業大垣支店を大垣郵便局に統合。
- 2016年（平成28年）2月8日 - ゆうゆう窓口の24時間営業を廃止。

## 取扱内容

### 大垣郵便局
- 郵便、印紙、ゆうパック、内容証明
- 生命保険、バイク自賠責保険、自動車保険、がん保険、引受条件緩和型医療保険
- 「503-00xx」「503-08xx」「503-09xx」「503-22xx」区域（大垣市の一部）、「503-23xx」区域（安八郡神戸町の全域）の集配業務
- ゆうゆう窓口

### ゆうちょ銀行大垣店
- 貯金、貸付、為替、振替、振込、国際送金、外貨両替、国債、投資信託、変額年金保険
- ATM

## 周辺
- 大垣市役所
- 大垣城
- 濃飛護國神社
- 大垣共立銀行本店
- 大垣城ホール

## アクセス
- JR東海道本線、養老鉄道養老線、樽見鉄道樽見線 大垣駅（南口）から徒歩約14分
- 名阪近鉄バス 大垣市役所・共立銀行前・俵町 各停留所下車
- 名神高速道路 大垣ICから北へ約5km
- 駐車場あり：18台